# Coby Bell
Coby Scott Bell (Orange County (Californië), 11 mei 1975) is een Amerikaans acteur, muzikant en songwriter.
Bell is bekend van zijn rol als Jesse Porter in de televisieserie Burn Notice (67 afleveringen), zijn rol als Jason Pitts in de televisieserie The Game (130 afleveringen) en van zijn rol als Tyrone Davis in de televisieserie Third Watch (132 afleveringen).

## Biografie
Bell werd geboren in Orange County (Californië) bij een blanke moeder en een Afro-Amerikaanse vader. Hij studeerde af aan de San José State University in San Jose (Californië).
Bell is naast acteur ook actief als muzikant en songwriter in een reggaeband.
Bell is getrouwd en heeft hieruit vier kinderen.

## Filmografie

### Films
Uitgezonderd korte films.
- 2016 Cruel Intentions - als Pascal Barrett
- 2015 The Advocate - als Chris
- 2008 Ball Don't Lie – als man met dreadlocks
- 2007 Showdown at Area 51 – als Jude
- 2006 Drifting Elegant – als Renny Lyles
- 1999 ATF – als agent Dinko Bates

### Televisieseries
Uitgezonderd eenmalige gastrollen.
- 2021-2024 Walker - als Larry James - 64 afl.
- 2021-2022 The Game - als Jason Pitts - 3 afl.
- 2010-2020 Archer - als Conway Stern (stem) - 3 afl.
- 2019-2020 SEAL Team - als Glen Mack - 5 afl.
- 2017-2019 The Gifted - als Jace Turner - 29 afl.
- 2017 Hand of God - als C.O.A. Remiel - 3 afl.
- 2017 The Quad - als mr. Briggs - 2 afl.
- 2016 Mad Dogs - als Aaron - 5 afl.
- 2006-2015 The Game – als Jason Pitts – 130 afl.
- 2010-2013 Burn Notice – als Jesse Porter – 67 afl.
- 2005 Half & Half – als Glen – 3 afl.
- 1999-2005 Third Watch – als officier Tyrone Davis – 132 afl.
- 1998-1999 L.A. Doctors – als Patrick Owen – 13 afl.
- 1997-1998 Smart Guy – als Anthony Davis / Garret – 2 afl.

- Bibliothèque nationale de France: cb15087720r (data)
- International Standard Name Identifier: 0000 0001 1932 7394
- Library of Congress Control Number: no2008107879
- Virtual International Authority File: 19496361
- WorldCat: E39PBJwmYC4fBhJY9vff3Kvj4q